# Giacomo III di Maiorca

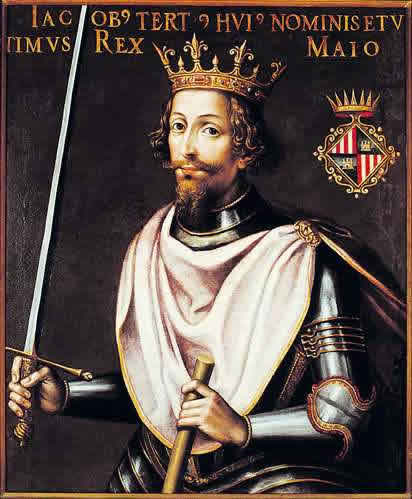
Giacomo III di Maiorca

Giacomo di Maiorca, detto il Temerario (Catania, 15 aprile 1315 – Llucmajor, 25 ottobre 1349),  fu principe d'Acaia dal 1315 e poi re di Maiorca, conte di Rossiglione e di Cerdagna e signore di Montpellier dal 1324 al 1349.

## Origine
Figlio di Ferdinando d'Aragona (figlio terzogenito del re di Maiorca, conte di Rossiglione e di Cerdagna e signore di Montpellier, Giacomo II, e di Esclarmonde di Foix, figlia del conte di Foix, Ruggero IV e di Brunisenda di Cardona) e di Isabella di Sabran (1297 - 1315), figlia di Isnardo di Sabran e di Margherita di Villehardouin (1266 - 1315), pretendente al titolo di principessa di Acaia.

## Biografia

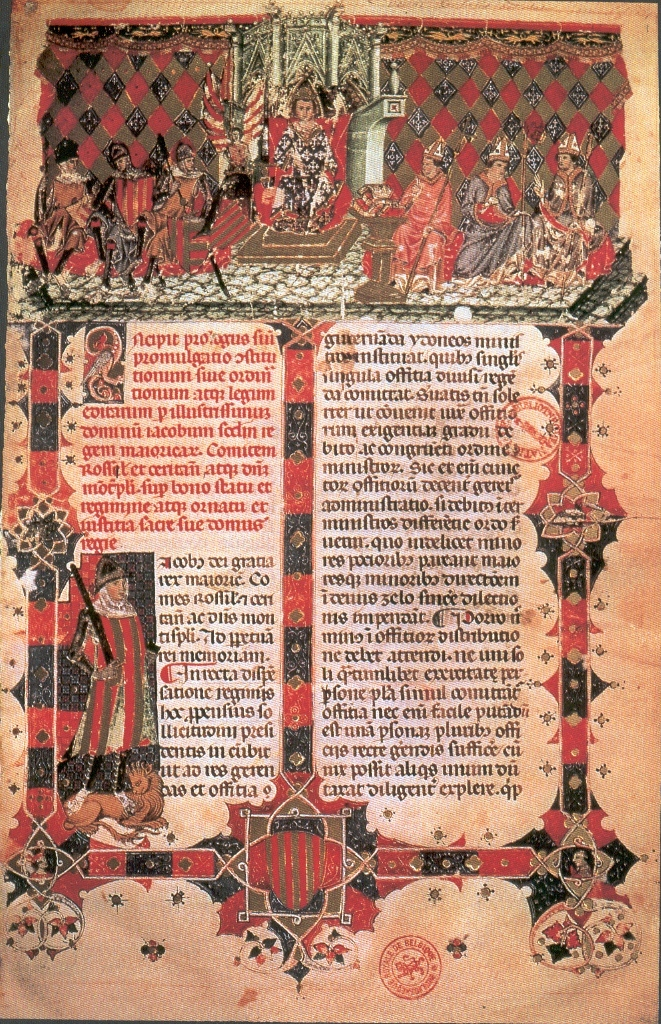
Prima pagina delle Leges palatinae

Secondo la Cronaca piniatense, il re di Maiorca Sancho I lasciò il regno al nipote, Giacomo, figlio del fratello Ferdinando, che morì in Grecia.
Orfano di madre dalla nascita, nel 1316 rimase orfano anche del padre, Ferdinando, che fu decapitato dopo essere stato fatto prigioniero, il 5 luglio, alla battaglia di Manolada in Elide, in terra greca, per difendere il principato d'Acaia che aveva conquistato in nome di Giacomo, contro Matilde di Hainaut, cugina d'Isabella di Sabran e il di lei marito, Luigi di Borgogna.
In mancanza di discendenti legittimi il re di Maiorca, suo zio Sancho lo nominò suo erede; ma la cosa creò problemi col cugino, il re d'Aragona Giacomo II il Giusto, che pretendeva di succedere a Sancho. Nel 1319 fu addirittura sfiorata la guerra, evitata per il pronto intervento pacificatore di papa Giovanni XXII. Fu trovata la soluzione con l'impegno di Sancho ad aiutare il cugino nella conquista della Sardegna, che sarebbe iniziata nel 1320, mentre Giacomo II d'Aragona rinunciava ad ogni pretesa sul trono di Maiorca e accettava la nomina ad erede al trono di Giacomo, il nipote del re Sancho.
Nel 1324, alla morte dello zio Sancho, Giacomo, di circa nove anni, gli succedette come Giacomo III, re di Maiorca, conte di Rossiglione, di Cerdagna e signore di Montpellier. Durante gli anni di minore età il potere fu esercitato da Filippo di Maiorca, ecclesiastico e zio del giovane sovrano.
Lo zio Filippo di Maiorca, obbligato a mantenere fede all'impegno di aiutare la corona d'Aragona a conquistare la Sardegna, impose dure condizioni economiche al regno di Maiorca, che in pochi anni subì una dura crisi finanziaria. Inoltre, per rafforzare i rapporti tra le due casate (Aragona e Aragona-Maiorca), il 24 settembre 1325, Giacomo III fu promesso in sposo alla cugina (ambedue erano bisnipoti di Giacomo I d'Aragona), Costanza d'Aragona di sette anni, figlia dell'erede al trono d'Aragona, Alfonso il Benigno, che dopo due anni sarebbe salito al trono, e della contessa di Urgell, Teresa d'Entença.
In quegli stessi anni, una buona parte della nobiltà della Morea, nonostante la sconfitta subita da suo padre, continuava a riconoscerlo principe di Acaia, per cui assunse il titolo senza prendere iniziative per conquistare il principato.

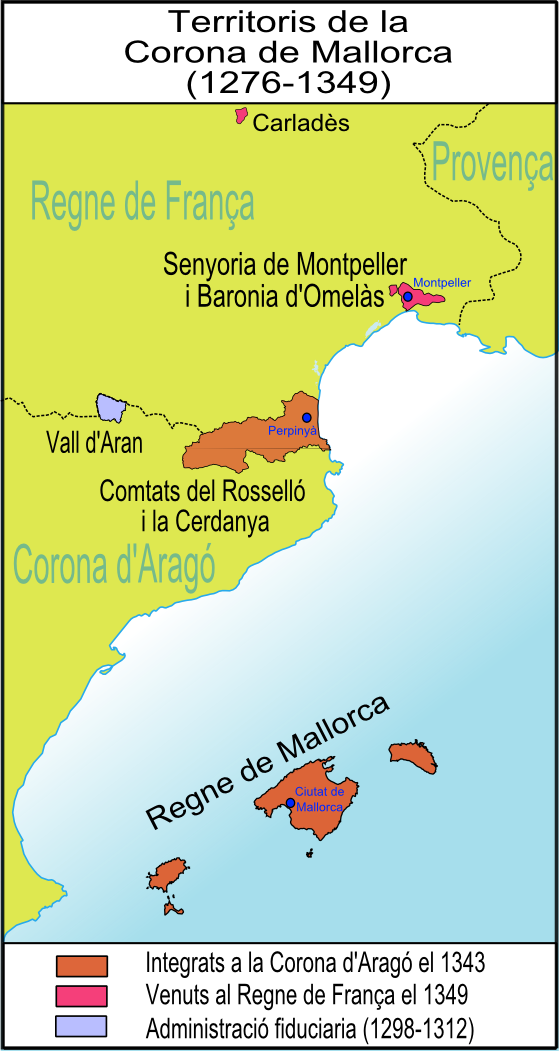
Il regno di Maiorca, nel XIV secolo

Nel 1335, Giacomo III, riconosciuto maggiorenne, cominciò a riorganizzare il suo regno. Era però essenziale che il rapporto con il regno d'Aragona si mantenesse buono, e dunque il matrimonio con Costanza fu celebrato, il 24 settembre 1336, a Perpignano. Nello stesso anno, alla morte del suocero, Alfonso, salì sul trono di Aragona, Pietro il Cerimonioso, che non aveva in simpatia il cugino e cognato, e per prima cosa voleva ristabilire il giuramento di vassallaggio del re di Maiorca al re d'Aragona, cui aveva rinunciato suo nonno Giacomo II d'Aragona, il Giusto, col trattato di Anagni, del 1295. 
Giacomo, anche se con riluttanza, nel 1339, giurò fedeltà a Pietro IV, e subito dopo si alleò con il sultano del Marocco, Abu al-Hassan, durante l'invasione del 1340.
Giacomo III, il 9 maggio 1337, promulgò le Leges palatinae, un compendio di prescrizioni utili a regolare la vita di corte, che in seguito sarà adottato da altri sovrani, tra cui quelli di Aragona e Borgogna.
Dopo alcuni anni di dispute e ripicche, Giacomo III rifiutò una convocazione di Pietro il Cerimonioso, che aveva richiesto il suo aiuto.
Allora Pietro aprì un processo per tradimento contro il cugino e cognato, Giacomo III. Il processo condotto dal re di Aragona stesso finì per concludersi nel 1343, con la condanna, nel febbraio di quell'anno, del re di Maiorca Giacomo alla confisca di tutti i beni, che erano rivendicati dalla corona d'Aragona. Al rifiuto di Giacomo di ottemperare alle disposizioni del tribunale, Pietro, a maggio, invase il regno di Maiorca e, dopo aver sconfitto Giacomo nella battaglia di Santa Ponça, lo occupò.
Giacomo si ritirò allora nelle contee pirenaiche, ma anche quelle, nel corso del 1344, furono attaccate ed occupate dalle truppe catalano-aragonesi e Giacomo stesso fu fatto prigioniero.
A Giacomo, che, non molto tempo dopo, era riuscito a fuggire, rimanevano solo il principato d'Acaia e la signoria di Montpellier (la cui sovranità gli era contestata dal re di Francia, Filippo VI di Valois, al quale finì per dichiararsi vassallo), da dove tentò inutilmente di reimposessarsi della contea del Rossiglione.
Nel 1347, Giacomo, che era rimasto vedovo l'anno prima, si risposò, in seconde nozze, con Violante di Vilaragut (?-1372), figlia di Berengario di Vilaragut e della sua seconda moglie, Saura di Maiorca.
Nel 1349, venduta, per la somma di 12.000 talleri d'oro, la signoria di Monpellier al re di Francia, Filippo VI di Valois, Giacomo III mise insieme un esercito, con cui tentò di recuperare il regno di Maiorca, sbarcando sull'isola di Maiorca, dove, il 25 ottobre 1349, fu sconfitto e perse la vita alla battaglia di Llucmajor, dove anche il figlio, Giacomo il pretendente, fu ferito e fatto prigioniero, assieme alla sorella, Elisabetta e alla matrigna, Violante di Vilaragut.
Il regno di Maiorca e le contee pirenaiche furono annesse alla corona d'Aragona, mentre il figlio Giacomo continuò a reclamare il titolo di re di Maiorca.
Per volere del re d'Aragona, Pietro il Cerimonioso, onde evitare che a Maiorca potesse essere omaggiata, la salma di Giacomo III fu trasferita a Valencia e sepolta nella Cattedrale di Santa Maria. Solo nel 1905, per volere di Alfonso XIII di Spagna, i resti di Giacomo III furono trasferiti a Maiorca e, dal 1947, si trovano nella Cappella della Trinità nella Cattedrale di Santa Maria di Palma di Maiorca, a lato della tomba del nonno, Giacomo II.

## Discendenza
Giacomo ebbe due figli (un maschio ed una femmina) dalla prima moglie ed una figlia dalla seconda, oltre ad altri figli da due amanti diverse.
- da Costanza ebbe due figli:
  - Giacomo il pretendente, re titolare di Maiorca e principe di Acaia
  - Elisabetta di Maiorca, regina titolare di Maiorca.

- da Violante ebbe una figlia:
  - Esclarmonda di Maiorca (1348-1349).

- da due diverse amanti, delle quali non si conosce il nome, ebbe due figli:
  - Giovanni (1335- dopo il 1373), che sposò Costanza di Eslava
  - Costanza (1337-?), che sposò Giovanni Alfonso di Lauria

## Ascendenza
|                             |                        |                               | Genitori                     |  |  | Nonni |  |  | Bisnonni            |  |  | Trisnonni           |  |
|                             |                        |                               |                              |  |  |       |  |  | Giacomo I d'Aragona |  |  | Pietro II d'Aragona |  |
|                             |                        |                               |                              |  |  |       |  |  | Giacomo I d'Aragona |  |  | Pietro II d'Aragona |  |
|                             |                        | Maria di Montpellier          |                              |  |  |       |  |  | Giacomo I d'Aragona |  |  |                     |  |
| Giacomo II di Maiorca       |                        |                               |                              |  |  |       |  |  | Giacomo I d'Aragona |  |  |                     |  |
|                             |                        | Iolanda d'Ungheria            | Andrea II d'Ungheria         |  |  |       |  |  |                     |  |  |                     |  |
|                             |                        | Iolanda d'Ungheria            | Andrea II d'Ungheria         |  |  |       |  |  |                     |  |  |                     |  |
|                             |                        | Iolanda d'Ungheria            | Iolanda di Courtenay         |  |  |       |  |  |                     |  |  |                     |  |
| Ferdinando d'Aragona        |                        | Iolanda d'Ungheria            |                              |  |  |       |  |  |                     |  |  |                     |  |
|                             |                        | Ruggero IV di Foix            | Ruggero Bernardo II di Foix  |  |  |       |  |  |                     |  |  |                     |  |
|                             |                        | Ruggero IV di Foix            | Ruggero Bernardo II di Foix  |  |  |       |  |  |                     |  |  |                     |  |
|                             |                        | Ruggero IV di Foix            | Ermesinda di Castelbon       |  |  |       |  |  |                     |  |  |                     |  |
| Esclarmonde di Foix         |                        | Ruggero IV di Foix            |                              |  |  |       |  |  |                     |  |  |                     |  |
|                             |                        | Brunisenda di Cardona         | Raimondo Folch IV de Cardona |  |  |       |  |  |                     |  |  |                     |  |
|                             |                        | Brunisenda di Cardona         | Raimondo Folch IV de Cardona |  |  |       |  |  |                     |  |  |                     |  |
|                             |                        | Brunisenda di Cardona         | Agnese di Tarroja            |  |  |       |  |  |                     |  |  |                     |  |
| Giacomo III di Maiorca      |                        | Brunisenda di Cardona         |                              |  |  |       |  |  |                     |  |  |                     |  |
|                             | Ermengaud II di Sabran | Elzéar di Sabran              |                              |  |  |       |  |  |                     |  |  |                     |  |
|                             | Ermengaud II di Sabran | Elzéar di Sabran              |                              |  |  |       |  |  |                     |  |  |                     |  |
|                             | Ermengaud II di Sabran | Cécile d'Agoult de Pontevès   |                              |  |  |       |  |  |                     |  |  |                     |  |
| Isnardo di Sabran           | Ermengaud II di Sabran |                               |                              |  |  |       |  |  |                     |  |  |                     |  |
|                             |                        | Laudune d'Albe                | Albe d'Albe                  |  |  |       |  |  |                     |  |  |                     |  |
|                             |                        | Laudune d'Albe                | Albe d'Albe                  |  |  |       |  |  |                     |  |  |                     |  |
|                             |                        | Laudune d'Albe                | Laudune                      |  |  |       |  |  |                     |  |  |                     |  |
| Isabella di Sabran          |                        | Laudune d'Albe                |                              |  |  |       |  |  |                     |  |  |                     |  |
|                             |                        | Guglielmo II di Villehardouin | Goffredo I di Villehardouin  |  |  |       |  |  |                     |  |  |                     |  |
|                             |                        | Guglielmo II di Villehardouin | Goffredo I di Villehardouin  |  |  |       |  |  |                     |  |  |                     |  |
|                             |                        | Guglielmo II di Villehardouin | Élisabeth de Chappes         |  |  |       |  |  |                     |  |  |                     |  |
| Margherita di Villehardouin |                        | Guglielmo II di Villehardouin |                              |  |  |       |  |  |                     |  |  |                     |  |
|                             |                        | Anna Comnena Ducaina          | Michele II d'Epiro           |  |  |       |  |  |                     |  |  |                     |  |
|                             |                        | Anna Comnena Ducaina          | Michele II d'Epiro           |  |  |       |  |  |                     |  |  |                     |  |
|                             |                        | Anna Comnena Ducaina          | Teodora di Arta              |  |  |       |  |  |                     |  |  |                     |  |
|                             |                        | Anna Comnena Ducaina          |                              |  |  |       |  |  |                     |  |  |                     |  |